# Les Ch'tis
 (avril 2022).
Si vous disposez d'ouvrages ou d'articles de référence ou si vous connaissez des sites web de qualité traitant du thème abordé ici, merci de compléter l'article en donnant les références utiles à sa vérifiabilité et en les liant à la section « Notes et références ».
 (avril 2022).
- Si vous ne connaissez pas le sujet, laissez ce bandeau (vous pouvez alors contacter les auteurs).
- Si vous supprimez le contenu mis en cause (vous pouvez préalablement contacter les auteurs),

argumentez précisément cette suppression dans la page de discussion
(un manque de référence n'est pas un argument ; une recherche réelle de référence doit avoir été effectuée, être formellement documentée).
Pour les articles homonymes, voir Ch'ti.
Les Ch'tis  était une émission de télé-réalité française produite par Alexia Laroche-Joubert et la société Banijay Productions France et diffusée sur W9 du 5 septembre 2011 au 7 novembre 2014 en avant-soirée.

## Origines
Après l'arrêt de l'émission de téléréalité Dilemme en 2010 et le succès du film de Dany Boon, Bienvenue chez les Ch'tis, Alexia Laroche-Joubert, la productrice, a décidé de créer une émission de téléréalité centrée sur des personnes issues de la région Nord-Pas-de-Calais. Pour se justifier, la productrice explique que l'équipe s'est dit que « ce serait marrant qu'il y ait un décalage ». Elle ajoute également : « J'en avais marre de caster des gens du Sud, il n'y a que des bimbos. J'avais des clichés sur le Nord, je n'y serais jamais allée pour faire un casting avant. On va systématiquement dans le Sud parce que les gens y sont haut en couleur. Mais il n'y a que des cagoles ». Elle appuie leur « gentillesse » et leur « esprit de communauté » très forts.
Pour le monde de la nuit, elle explique être vite tombée en accord avec son équipe car « les candidats laissaient spontanément libre cours à leur imagination, à leurs envies, à leurs projets ».

## Concept
Ce programme suit les péripéties de plusieurs candidats originaires de la région Nord-Pas-de-Calais et de Belgique à travers le monde. Alexia Laroche-Joubert rappelle que « rien n'est écrit à l'avance ». L'émission se base donc sur un choc des cultures entre l'origine des candidats et leur destination. « Il n’y a rien à gagner, il n’y a pas de candidats ou d’élimination » rappelle la productrice.
Les candidats phares sont Adixia, Jordan, Gaelle, Vincent, Tressia, Kelly, Christopher, Charles et Hillary.

## Production
L'émission compte six saisons principales : Les Ch'tis à Ibiza, Les Ch'tis font du ski, Les Ch'tis débarquent à Mykonos, Les Ch'tis à Las Vegas, Les Ch'tis à Hollywood, Les Ch'tis dans la Jet Set, ainsi que cinq éditions spéciales, Les Ch'tis, La 200e : leur fabuleuse histoire, Les Ch'tis font leur tour de France, Les Ch'tis vs Les Marseillais : Qui seront les meilleurs ?, Les Ch'tis vs Les Marseillais : La revanche et Les Marseillais et Les Ch'tis vs le Reste du Monde.
Cette émission a accumulé depuis sa première saison plus de 50 millions de téléspectateurs en France.
L'émission s'arrête le 7 novembre 2014 à la suite d'une baisse d’audience. 

## Saisons

### Saison 1:Les Ch'tis à Ibiza

Logo de la première saison.

La première saison, intitulée Les Ch'tis à Ibiza, a été tournée pendant le mois de juillet 2011 et diffusée sur W9 du 5 septembre 2011 au 6 octobre 2011. Au total, dix candidats, tous issus de la région Nord-Pas-de-Calais, ont été réunis dans une villa située sur l'île d'Ibiza, en Espagne. Ainsi, chacun d'entre-eux met à profit son métier pour répondre aux besoins de Fanny Briet[réf. nécessaire], la bookeuse. Daïna quitte le tournage lors du quinzième épisode, car son fils lui manque trop. Kelly quitte le tournage également car elle n'était que de passage pour rejoindre son époux Christopher. 
| Candidat                  | Originaire de       | Métier                | Période              |
| ------------------------- | ------------------- | --------------------- | -------------------- |
| Alexandre Detammaecker    | Bergues             | DJ                    | Épisodes 1 à 25      |
| Anastasia Bobet           | Marquette-Lez-Lille | Serveuse              | Épisodes 1 à 25      |
| Celine Dasting            | Annœullin           | Mannequin et Danseuse | Épisodes 1 à 25      |
| Christopher Via Putje     | Tourcoing           | Gogo Danseur          | Épisodes 1 à 25      |
| Daïna                     | Liévin              | Danseuse              | Épisodes 1 à 15      |
| Gaëlle Petit              | Wingles             | Danseuse              | Épisodes 1 à 25      |
| Joeffrey Verquin-Romlands | Valenciennes        | Barman pro            | Épisodes 1 à 25      |
| Jordan Faelens            | Lomme               | Barman                | Épisodes 1 à 25      |
| Kelly Helard              | Tourcoing           | Danseuse              | Épisodes 1 & 13 à 19 |
| Vincent Cohen Szewczyk    | Lille               | Barman                | Épisodes 1 à 25      |

### Saison 2:Les Ch'tis font du ski

Logo de la seconde saison.

Après le succès de la première saison en pré-access, W9 lance début 2012 une nouvelle saison du programme. Intitulée Les Ch'tis font du ski, celle-ci s'est déroulée à Ischgl, en Autriche. Ainsi, une vingtaine d'épisodes a été tournée pendant le mois de janvier 2012, pour une diffusion du 5 mars 2012 au 29 mars 2012. 
Le bookeur de cette saison se nomme Freddy.
| Candidat               | Originaire de | Statut  | Métier    |
| ---------------------- | ------------- | ------- | --------- |
| Céline Dasting         | Annœullin     | Ancien  | Mannequin |
| Christopher Via Putje  | Tourcoing     | Ancien  | Danseur   |
| Gaëlle Petit           | Wingles       | Ancien  | Danseuse  |
| Jordan Faelens         | Lomme         | Ancien  | Barman    |
| Vincent Cohen Szewczyk | Rouvroy       | Ancien  | Barman    |
| Jeoffrey Romlands      | Valenciennes  | Ancien  | Barman    |
| Kelly Helard           | Tourcoing     | Ancien  | Danseuse  |
| Guillaume Vannelen     | Ruitz         | Nouveau | DJ        |
| Hillary Vanderosieren  | Fleurbaix     | Nouveau | Serveuse  |
| Tressia Bertin         | Valenciennes  | Nouveau | Serveuse  |

### Saison 3:Les Ch'tis débarquent à Mykonos

Logo de la troisième saison.

En juin 2012, le journal Le Parisien annonce que deux nouvelles saisons des Ch'tis sont en préparation, dont une saison tournée à Mykonos durant l'été 2012. Le principe reste le même : dix candidats séjournent dans une station balnéaire touristique pendant six semaines. Un total de trente-six épisodes a été tourné pour une diffusion du 3 septembre 2012 au 19 octobre 2012.
La DJ, Naomi K, intègre le programme pendant une semaine. Le bookeur s'appelle Alekos. Hillary intègre l'aventure plus tard et Mike part et revient plusieurs fois dans l'émission. Jordan part plus tôt (en raison d'une fracture au pied) et Tressia et Céline intègrent le programme durant les deux dernières semaines.
| Candidats de départ           | Candidats de départ   | Candidats de départ | Candidats de départ |
| Candidat                      | Originaire de         | Statut              | Métier              |
| ----------------------------- | --------------------- | ------------------- | ------------------- |
| Gaëlle Petit                  | Wingles               | Ancien              | Danseur             |
| Christopher Via Putje         | Tourcoing             | Ancien              | Danseur             |
| Kelly Helard                  | Tourcoing             | Ancien              | Danseur             |
| Charles Vassal                | Boulogne-sur-Mer      | Nouveau             | DJ                  |
| Cindy Iverrot Gredziak        | Méricourt             | Nouveau             | Serveuse            |
| Vincent Cohen Szewczyk        | Rouvroy               | Ancien              | Barman              |
| Serena Fae                    | Tertre Saint-Ghislain | Nouveau             | Mannequin           |
| Mike Bayrem                   | Bruille-Saint-Amand   | Nouveau             | Barman              |
| Jordan Faelens                | Lomme                 | Ancien              | Barman              |
| Candidats en cours d'aventure |                       |                     |                     |
| Hillary Vanderosieren         | Fleurbaix             | Ancien              | Serveuse            |
| Naomie K                      | Lille                 | Guest               | Djette              |
| Tressia Bertin                | Valenciennes          | Ancien              | Serveuse            |
| Céline Dasting                | Annœullin             | Ancien              | Mannequin           |

### Saison 4:Les Ch'tis à Las Vegas

Logo de la quatrième saison.

À la suite du succès des Ch'tis débarquent à Mykonos, une nouvelle saison est enregistrée[pas clair] en octobre 2012 pour un tournage d'une durée d'un mois à Las Vegas, aux États-Unis. L'émission devait originellement s'intituler Very Bad Ch'tis en clin d’œil à la saga cinématographique Very Bad Trip (The Hangover en VO). Quarante-et-un épisodes ont été tournés pour une diffusion du 7 janvier 2013 au 1er mars 2013. Tous les candidats tentent de percer dans le milieu de la nuit sous la houlette de leur bookeuse Jessie.
Rayan, le petit ami de Gaëlle, et Alex, candidat de la première saison, intègrent le programme pendant plusieurs jours. Jordan et Hillary arrivent plus tard dans l'émission tandis que Mike part et revient plusieurs fois à Las Vegas.
| Candidats de départ           | Candidats de départ | Candidats de départ | Candidats de départ |
| Candidat                      | Originaire de       | Statut              | Métier              |
| ----------------------------- | ------------------- | ------------------- | ------------------- |
| Gaëlle Petit                  | Wingles             | Ancien              | Danseuse            |
| Charles Vassal                | Boulogne-sur-Mer    | Ancien              | DJ                  |
| Tressia Bertin                | Valenciennes        | Ancien              | Serveuse            |
| Arthur Faelens                | Calais              | Nouveau             | Barman              |
| Jordan Faelens                | Lomme               | Ancien              | Barman              |
| Laura Zamrowski               | Douai               | Nouveau             | Mannequin/Danseuse  |
| Vincent Cohen Szewczyk        | Rouvroy             | Ancien              | Barman              |
| Mike Bayrem                   | Bruille-Saint-Amand | Ancien              | Barman              |
| Harmonie Gramentier           | Belgique            | Nouveau             | Serveuse            |
| Candidats en cours d'aventure |                     |                     |                     |
| Rayan Grimelans               | Noyelles-sous-Lens  | Nouveau             | Danseur             |
| Hillary Vanderosieren         | Fleurbaix           | Ancien              | Serveuse            |
| Alexandre Detammæcker         | Bergues             | Ancien              | DJ                  |

### Saison 5:Les Ch'tis à Hollywood
Une nouvelle saison a été tournée pendant deux mois à Los Angeles, aux États-Unis, pendant l'été 2013. Un total de quatre-vingt-six épisodes a été tourné pour une diffusion du 26 août 2013 au 20 décembre 2013. Cette saison, les candidats ont davantage d'objectifs artistiques (orientations vers la comédie et la chanson) tout en continuant leurs activités nocturnes. 
Cette saison est plus longue que les autres, elle est celle ayant enregistrée les meilleures audiences.
Durant l'émission, Charles quitte l'aventure une semaine avant la fin. Julie est venue remplacer Coralie (partie lors de l'épisode 47). Le frère de Christopher apparaît le temps d'une soirée (épisode 41). Enfin, les mères de Gaëlle, Jordan, Vincent, Hillary et Tressia ont fait leur apparition le temps de deux journées.
À partir de l'épisode 71, les deux Marseillais Julien et Antonin arrivent dans la villa.
La guest star, Paris Hilton, a touché un cachet de 100 000 € pour deux jours de tournage d'après l'émission médias Le Tube sur Canal+. Paris Hilton est la bookeuse de cette saison. Enfin, cette saison aurait rapporté à W9 350 000 € bruts par jour de diffusion pour un coût estimé à 40 000 € par épisode inédit.
| Candidats de départ           | Candidats de départ | Candidats de départ | Candidats de départ |
| Candidat                      | Originaire de       | Statut              | Métier              |
| ----------------------------- | ------------------- | ------------------- | ------------------- |
| Gaëlle Petit                  | Wingles             | Ancien              | Danseuse            |
| Jordan Faelens                | Lomme               | Ancien              | Barman              |
| Hillary Vanderosieren         | Armentières         | Ancien              | Serveuse            |
| Charles Vassal                | Boulogne-sur-Mer    | Ancien              | DJ                  |
| Tressia Bertin                | Valenciennes        | Ancien              | Serveuse            |
| Adixia Romaniello             | La Louvière         | Nouveau             | Mannequin/Danseuse  |
| Sofiane Grazim                | Lille               | Nouveau             | Manager             |
| Coralie                       | Douai               | Nouveau             | Serveuse            |
| Vincent Cohen Sweczyk         | Rouvroy             | Ancien              | Barman              |
| Candidats en cours d'aventure |                     |                     |                     |
| Christopher Via Putje         | Tourcoing           | Ancien              | Danseur             |
| Julie Beauty                  | Liévin              | Nouveau             | Danseur             |
| Julien Tanti                  | Marseille           | Les Marseillais     | Barman              |
| Antonin Portal                | Marseille           | Les Marseillais     | Manager             |

### Saison 6:Les Ch'tis dans la Jet Set

Logo de la sixième saison.

Une nouvelle saison a été tournée pendant cinq semaines à Marbella, en Espagne, du 7 juillet 2014 au 2 août 2014 et diffusée du 25 août 2014 au 7 novembre 2014. Pour cette dernière saison, les Ch'tis ont accueilli des candidats issus de Belgique.
Des nouveaux candidats habitués d'anciennes émissions de téléréalité intègrent le programme comme Vanessa Lawrens ou Geoffrey.
| Candidats de départ           | Candidats de départ | Candidats de départ | Candidats de départ       |
| Candidat                      | Originaire de       | Statut              | Métier                    |
| ----------------------------- | ------------------- | ------------------- | ------------------------- |
| Adixia Romaniello             | La Louvière         | Ancien              | Mannequin / DJ / Danseuse |
| Gaëlle Petit                  | Wingles             | Ancien              | Danseuse                  |
| Jordan Faelens                | Lomme               | Ancien              | Barman                    |
| Tressia Bertin                | Valenciennes        | Ancien              | Serveuse                  |
| Vincent Cohen Sweczyk         | Rouvroy             | Ancien              | Barman                    |
| Geoffrey Vandeloise           | Bruxelles           | Nouveau             | Barman                    |
| Sophie Vandelcoy              | Verviers            | Nouveau             | Mannequin / Serveuse      |
| Marion Agrimdas               | Gerpinnes           | Nouveau             | Serveuse                  |
| Jordan Criam                  | Liège               | Nouveau             | Mannequin                 |
| Bilal Santiago                | Zaventem            | Nouveau             | Serveur                   |
| Candidats en cours d'aventure |                     |                     |                           |
| Hillary Vanderosieren         | Armentières         | Ancien              | Serveuse                  |
| Vanessa Lawrens               | Lille               | Nouveau             | Mannequin                 |
| Jérémy Lambert                | Verviers            | Nouveau             | Danseur                   |
| Julien Tanti                  | Marseille           | Les Marseillais     | Barman                    |
| Kim Glow                      | Marseille           | Les Marseillais     | Danseuse                  |
| Paga Neuron                   | Marseille           | Les Marseillais     | DJ                        |

## Émissions spéciales

### La200e: leur fabuleuse histoire
Le 17 décembre 2013, W9 diffuse un épisode spécial de 52 minutes retranscrivant les meilleurs moments depuis le début du programme.

Jordan, Gaëlle, Adixia, Vincent, Hillary, Charles, Christopher et Tressia y interviennent.

### Les Ch'tis font leur tour de France
En juin 2013, Gaëlle, Jordan, Vincent, Adixia, Hillary, Tressia et Charles ont fait pendant dix jours le tour de la France en réalisant des missions au profit de l'association ELA présidée à cette occasion par Élodie Gossuin.
Cette session de 16 épisodes a été diffusée du 23 décembre 2013 au 3 janvier 2014.

### Les Ch'tis vs les Marseillais
Les Ch'tis vs Les Marseillais est une émission dérivée des Ch'tis et des Marseillais proposée par la chaîne W9.
Adixia, Gaëlle, Vincent et Hillary ont fait l’aventure du début à la fin.

### Les Ch'tis et les Marseillais vs le Reste du Monde
Les Marseillais et Les Ch'tis vs le Reste du monde est une émission dérivée des Ch'tis et des Marseillais proposée par la chaîne W9 qui voit s'unir l'équipe des Ch'tis et des Marseillais contre l'équipe du Reste du monde qui réunit des candidats d'autres télé-réalités.
Vincent, Gaëlle, Tressia, Adixia et Hillary participent à la saison 1, seules Hillary et Adixia reviennent pour la saison 2 dans l'équipe des Marseillais.
Adixia revient dans la saison 6 en changeant de famille, Les Ch’tis n’existant plus, elle fait depuis partie de l’équipe du Reste du monde et a participé à plusieurs aventures avec eux.

## Audiences
- La première saison diffusée en septembre 2011 à 17 h a rassemblé jusqu'à 530 000 téléspectateurs, soit 7,6 % d'audience, et a atteint des bons scores sur le segment 15/35 ans (13 % d'audience)[24].
- La seconde saison diffusée à 17h a réalisé son record d'audience le 28 mars 2012 en rassemblant 428 000 téléspectateurs, soit 5,6 % du public et 11,9 % d'audience auprès des ménagères de moins de 50 ans.
- La troisième saison diffusée à 19h, a réalisé plusieurs records. Le premier a été réalisé le 10 octobre 2012 puisque le programme a rassemblé 700 000 téléspectateurs, soit 6,4 % du public, et 31,8 % du segment 15-24 ans[25]. Le second a été réalisé le 17 octobre 2012, puisque le programme a rassemblé à 19 h, 1 million de téléspectateurs, soit 5,2 % du public et 29,1 % des 15-25 ans[26].
- La quatrième saison diffusée à 19h a réalisé son record d'audience en rassemblant le 7 février 2013 à 19h, 1,2 million de téléspectateurs, soit 6,3 % du public et 17,4 % du public âgé de 15 à 35 ans[27].
- La cinquième saison diffusée à 19h45 a réalisé son record d'audience le 4 novembre 2013 en rassemblant 970 000 téléspectateurs, soit 3,7 % du public, et 20 % du segment 15-25 ans[28].
- La première semaine de diffusion des Ch'tis font leur tour de France, du 23 au 27 décembre, a rassemblé 438 000 téléspectateurs, soit 2,1 % de part d'audience[29].
- La sixième saison diffusée à 19h a réuni en moyenne 599 000 téléspectateurs, soit 3,2 % d'audience[30], accusant une baisse de plus de 200 000 téléspectateurs depuis la dernière saison.

| Saison | Saison | Nombre d'épisodes | Diffusion en France | Diffusion en France | Audience (en téléspectateurs et PDM) | Audience (en téléspectateurs et PDM) | Audience (en téléspectateurs et PDM) | Audience (en téléspectateurs et PDM) |
| Saison | Saison | Nombre d'épisodes | Début de saison     | Fin de saison       | Première émission                    | Dernière émission                    | Moyenne saison                       | Meilleure audience                   |
| ------ | ------ | ----------------- | ------------------- | ------------------- | ------------------------------------ | ------------------------------------ | ------------------------------------ | ------------------------------------ |
|        | 1      | 25                | 5 septembre 2011    | 6 octobre 2011      | 400 000 (5 %)                        | 290 000 (4,1 %)                      | 340 000 (4,4 %)                      | 520 000 (7,0 %) le 23/09/2011        |
|        | 2      | 20                | 5 mars 2012         | 29 mars 2012        | 300 000 (3,1 %)                      | N.C.                                 | 400 000 (4,3 %)                      | 550 000 (6,6 %) le 14/03/2012        |
|        | 3      | 36                | 3 septembre 2012    | 19 octobre 2012     | 450 000 (5,5 %)                      | 900 000 (5 %)                        | 623 000 (5 %)                        | 1 021 000 (5,2 %), le 17/10/12       |
|        | 4      | 41                | 7 janvier 2013      | 1er mars 2013       | 810 000 (4,3 %)                      | 700 000                              | 942 000 (5,1 %)                      | 1 236 000 (6,3 %) le 07/02/2013      |
|        | 5      | 86                | 26 août 2013        | 20 décembre 2013    | 700 000 (4,3 %)                      | 650 000                              | 800 000 (3,5 %)                      | 970 000 (3,7 %) le 04/11/2013        |
|        | 6      | 55                | 25 août 2014        | 7 novembre 2014     | 350 000 (2,8 %)                      | 390 000                              | 590 000 (3,2 %)                      | 700 000 (3,8 %) le 18/10/14          |

## Réception

### Critiques de la presse
Avant la diffusion de l'émission, Télérama commente cette émission de « téléréalité aussi affligeante qu'insultante ». Pour elle, Les Ch'tis à Ibiza est comme Confessions intimes sur TF1, une « émission nocive pour l'image du Nord-Pas-de-Calais ». Première apprécie les candidats, sauf quand ils s'expriment, et le casting. Pour Rue89, l'émission caricature l'image des gens du Nord en les présentant comme des « dégénérés » et l'accuse de participer au climat actuel de stigmatisation des populations. À ce titre, l'émission reçoit le « Gérard du zoo », lors des Gérard de la télévision 2011.

### Réactions
Selon le journal quotidien régional La Voix du Nord, parmi les habitants de la région Nord-Pas-de-Calais, 84 % des lecteurs qui regardent l'émission, estiment qu'elle « porte préjudice à l'image des gens du Nord-Pas-de-Calais » et 31 % pensent que l'émission reflète les valeurs de leur région d'origine. Tandis que 42 % pensent que les habitants du Nord-Pas-de-Calais sont à la mode, 62 % de ceux qui ne regardent pas l'émission en ont assez. Pour Frédéric de Vincelles, l'émission ne porte pas préjudice à la région et elle reflète ses valeurs.
Les candidats ont aussi réagi à l'émission. Alex explique qu'il était là-bas en tant que DJ et non en tant que clown, donc qu'il est « stupide de dire que l'émission porte préjudice à l'image du Nord-Pas-de-Calais ». Gaëlle pense comme Alex que cette expérience sert à « étoffer son CV ». De son côté Daïna explique qu'elle était partie pour « mettre les Ch'tis en valeur » mais qu'au final elle ne sait pas le résultat. Elle pense que le but de l'émission est de faire le « buzz ».

## Spin-Offs
Fort de ce succès, W9 a lancé en novembre 2012 le même concept avec des candidats issus de la région de Marseille dans une émission intitulée Les Marseillais.
À la suite du franc succès des deux franchises, W9 décidé de réunir les deux familles en les faisant s'affronter dans une émission commune intitulée Les Ch'tis vs Les Marseillais en 2014 pendant deux saisons.
Après l'arrêt de l'émission, seule Adixia continue d’apparaître dans divers programmes de W9 tels que Les Marseillais ou encore Les Marseillais vs le Reste du monde.

## Nominations et récompenses
| Année | Travail nommé              | Cérémonie          | Catégorie                                                         | Résultat   |
| ----- | -------------------------- | ------------------ | ----------------------------------------------------------------- | ---------- |
| 2014  | Les Ch'tis à Hollywood     | Lauriers TV Awards | Meilleure télé-réalité de vie en communauté                       | Lauréat    |
| 2014  | Adixia                     | Lauriers TV Awards | Meilleure candidate issue d’une télé-réalité de vie en communauté | Nomination |
| 2014  | Tressia                    | Lauriers TV Awards | Meilleure candidate issue d’une télé-réalité de vie en communauté | Nomination |
| 2014  | Jordan                     | Lauriers TV Awards | Meilleur candidat issue d’une télé-réalité de vie en communauté   | Nomination |
| 2015  | Les Ch'tis dans la Jet Set | Lauriers TV Awards | Meilleure télé-réalité de vie en communauté                       | Lauréat    |
| 2015  | Gaëlle                     | Lauriers TV Awards | Meilleure candidate issue d’une télé-réalité de vie en communauté | Nomination |
| 2015  | Adixia                     | Lauriers TV Awards | Meilleure candidate issue d’une télé-réalité de vie en communauté | Nomination |
| 2015  | Tressia                    | Lauriers TV Awards | Meilleure candidate issue d’une télé-réalité de vie en communauté | Nomination |
| 2015  | Jordan                     | Lauriers TV Awards | Meilleur candidat issue d’une télé-réalité de vie en communauté   | Nomination |